# Henrik Ahr
Henrik Ahr (geboren in Bensberg) ist ein deutscher Maler, Bühnenbildner und Hochschullehrer. Er lebt seit 2005 in Wien.

## Leben und Werk
Henrik Ahr absolvierte eine Ausbildung zum Koch, war danach als freier Künstler tätig und studierte Architektur in Leipzig. Dort begann er im Jahr 2000 erste Bühnenbilder für die Neue Szene zu gestalten, im Folgejahr entwarf er die Szenenbilder für eine Bühennadaption von Chuck Palahniuks Roman Fight Club am Theaterhaus Jena. Seine erste Zusammenarbeit mit dem Regisseur Michael Thalheimer – Liebelei von Arthur Schnitzler am Thalia Theater Hamburg – wurde zum Berliner Theatertreffen eingeladen. Es folgten eine Reihe weiterer gemeinsamer Arbeiten in Schauspiel und Oper, in Hamburg, Basel, Antwerpen und Düsseldorf.
Mit Tatjana Gürbaca und Christof Loy verbindet ihn ebenso kontinuierliche Zusammenarbeit wie mit dem slowenischen Regisseur Mateja Koležnik, der den Bühnenbildner für Brecht-, Mann- und Schönherr-Projekte nach Ljubljana einlud. An der Komischen Oper Berlin realisierte Henrik Ahr gemeinsam mit Anisha Bondy die Uraufführung der Märchenoper Die Schneekönigin von Pierangelo Valtinoni, hoch gelobt von der Kritik, begeistert aufgenommen vom Publikum. Einen großen Erfolg bei Presse und Publikum erzielte auch die Neuinszenierung von Philip Glass’ Gandhi-Oper Satyagraha im Jahr 2017, inszeniert von Sidi Larbi Cherkaoui am Theater Basel, eine Koproduktion mit der Komischen Oper in Berlin und der Vlaamse Opera in Antwerpen.
Henrik Ahr unterrichtet seit 2010 als Universitätsprofessor für Bühnengestaltung an der Universität Mozarteum in Salzburg. Er ist dort Abteilungsleiter für Bühnen- und Kostümgestaltung, Film- und Ausstellungsarchitektur.

## Schauspiel (Auswahl)
- 2001: Fight Club von Chuck Palahniuk – Theaterhaus Jena
- 2002: Liebelei von Arthur Schnitzler – Thalia Theater Hamburg, Regie: Michael Thalheimer
- 2006: Rose Bernd von Gerhart Hauptmann – Thalia Theater Hamburg, Regie: Michael Thalheimer
- 2007: Herr Puntila und sein Knecht Matti von Bertolt Brecht – Thalia Theater Hamburg, Regie: Michael Thalheimer
- 2009: Die Kleinbürgerhochzeit von Bertolt Brecht – Drama Ljubljana, Regie: Mateja Koležnik
- 2010: Der Tausch von Paul Claudel – Schauspielhaus Zürich, Regie: Christof Loy
- 2011: Die Räuber von Friedrich Schiller – Schauspiel Frankfurt, Regie: Enrico Lübbe
- 2011: Der Weibsteufel von Karl Schönherr – Drama Ljubljana, Regie: Mateja Koležnik
- 2014: Der Zauberberg von Thomas Mann – Drama Ljubljana, Regie: Mateja Koležnik

## Oper (Auswahl)
- 2005: Rigoletto von Giuseppe Verdi – Theater Basel, Regie: Michael Thalheimer
- 2008: Intermezzo von Richard Strauss – Theater an der Wien, Regie: Christof Loy
- 2009: Lucrezia Borgia von Gaetano Donizetti – Bayerische Staatsoper, Regie: Christof Loy
- 2010: Die Schneekönigin von Pierangelo Valtinoni – Uraufführung, Komische Oper Berlin, Regie: Anisha Bondy
- 2013: La forza del destino von Giuseppe Verdi – Vlaamse Opera, Antwerpen, Regie: Michael Thalheimer (auch in Luxemburg)
- 2013: Fidelio von Ludwig van Beethoven – Oper Zürich, Regie: Andreas Homoki
- 2013: Parsifal von Richard Wagner – Vlaamse Opera, Antwerpen, Regie: Tatjana Gürbaca
- 2014: Leucippo von Johann Adolph Hasse – Schwetzinger Festspiele, Regie: Tatjana Gürbaca (auch an der Oper Köln)
- 2015: La traviata von Giuseppe Verdi – Den Norske Opera, Oslo, Regie: Tatjana Gürbaca
- 2016: Capriccio von Richard Strauss – Theater an der Wien, Regie: Tatjana Gürbaca
- 2016: Otello von Giuseppe Verdi – Deutsche Oper am Rhein, Düsseldorf, Regie: Michael Thalheimer
- 2017: Satyagraha von Philip Glass – Theater Basel, Regie: Sidi Larbi Cherkaoui (auch an der Komischen Oper Berlin und in Antwerpen)

## Einzelausstellungen
- 2015 „as you like it“ – 1Blick. Kunst im Vorhaus, Hallein[1]
- 2021 "35.ter Jahrestag der Atomkatastrophe vom Tschernobyl am 26.04.1986" – 1Blick. Kunst im Vorhaus, Hallein, Österreich

## Auszeichnungen
- 2003: Einladung zum Berliner Theatertreffen (für Liebelei, Hamburg)
- 2011: Borštnikova Theaterpreis für das Beste Bühnenbild in Slowenien (für Der Weibsteufel, Ljubljana)